# Gabetti Property Solutions
Gabetti Property Solutions S.p.A., nota comunemente come Gabetti, è un gruppo che opera nel settore immobiliare, ed è quotata alla Borsa di Milano dove è presente nell'indice FTSE Italia Small Cap.
Il gruppo è controllato al 32,975% da  Marcegaglia Investments S.r.l., al 16,151% da F.g. invest S.r.l e al 5,051% da Giacomo Di Bartolo.

## Storia
L'azienda nasce nel 1950 con l’apertura della prima agenzia immobiliare a Torino, da Giovanni Gabetti. Nel corso degli anni 50 vengono aperte 4 filiali a Torino e una in Liguria e successivamente, negli anni 60, il marchio approda anche a Milano e a Roma, arrivando a circa 80 dipendenti. Negli anni 70 Giovanni Gabetti trasferisce la Direzione Generale a Milano e vengono aperte tre nuove filiali in Sicilia raggiungendo oltre i 250 impiegati totali . Contemporaneamente si realizza la diversificazione del business, con l’introduzione di attività di finanziamento immobiliare, interventi nel settore industriale per il terziario e con il potenziamento dell’attività di ricerca con l’Ufficio Studi, responsabile del monitoraggio costante del mercato immobiliare e della comunicazione dei dati di mercato per tutto il gruppo.
Il 3 marzo 1990 Gabetti Holding viene quotata in borsa . Nel 2006 diventa Gabetti Property Solutions.
Nel 2021 il marchio Gabetti è iscritto al registro speciale dei marchi storici d’interesse nazionale, un riconoscimento del Ministero delle imprese e del made in Italy, riservato alle aziende italiane che hanno fatto la “storia” dell’imprenditoria nazionale.